# Albert Baertsoen

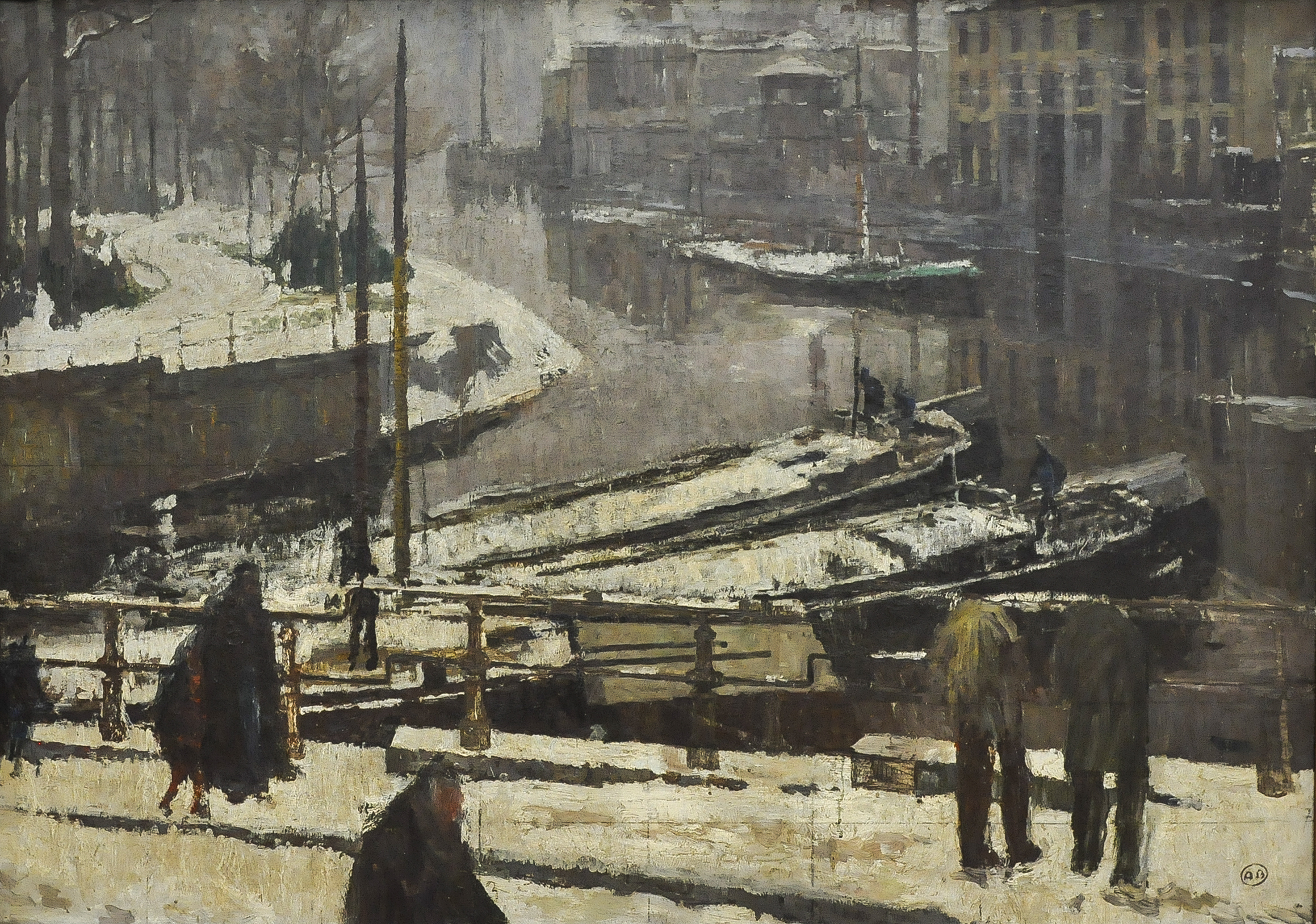
De dooi in Gent

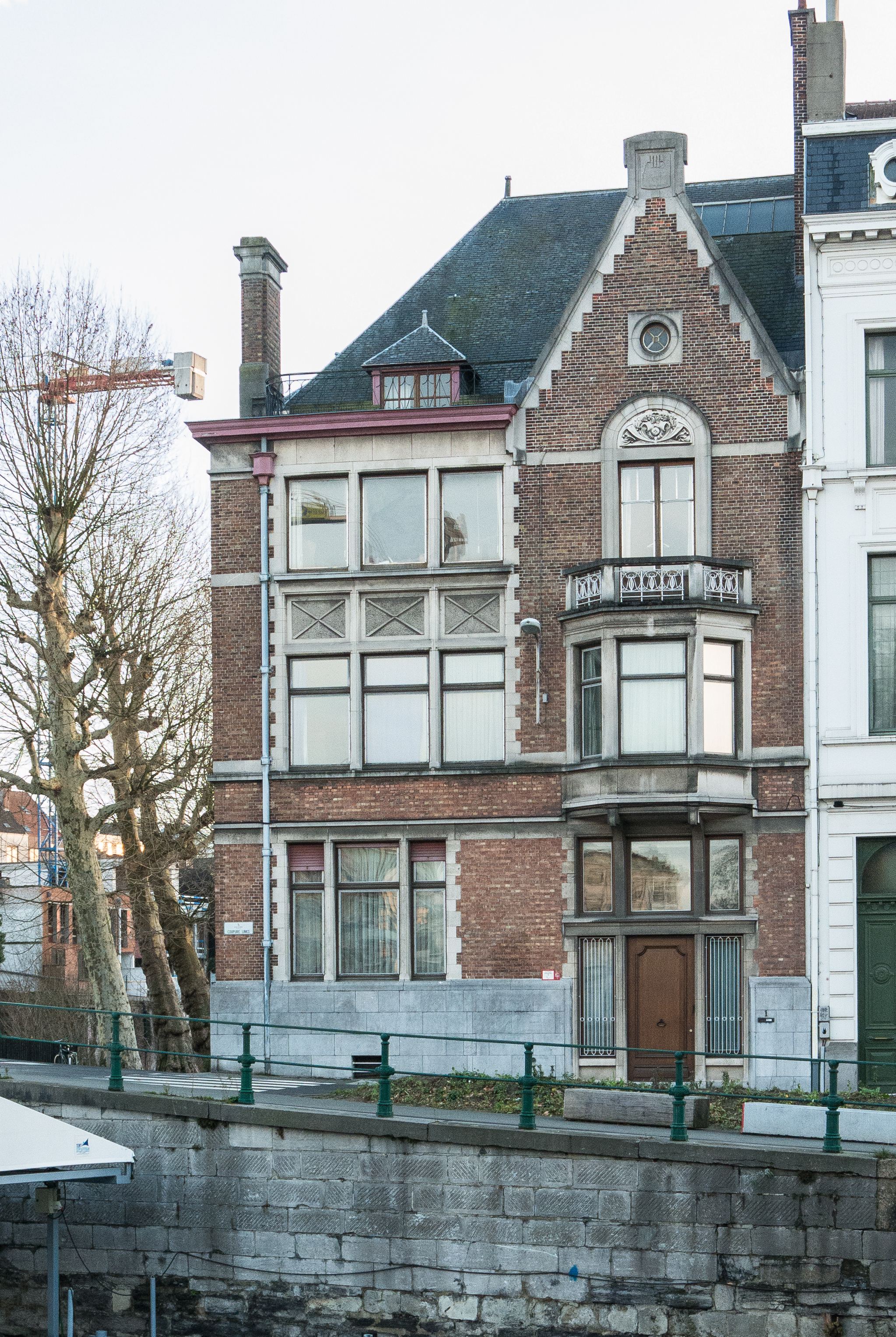
Huis van A. Baertsoen in Gent

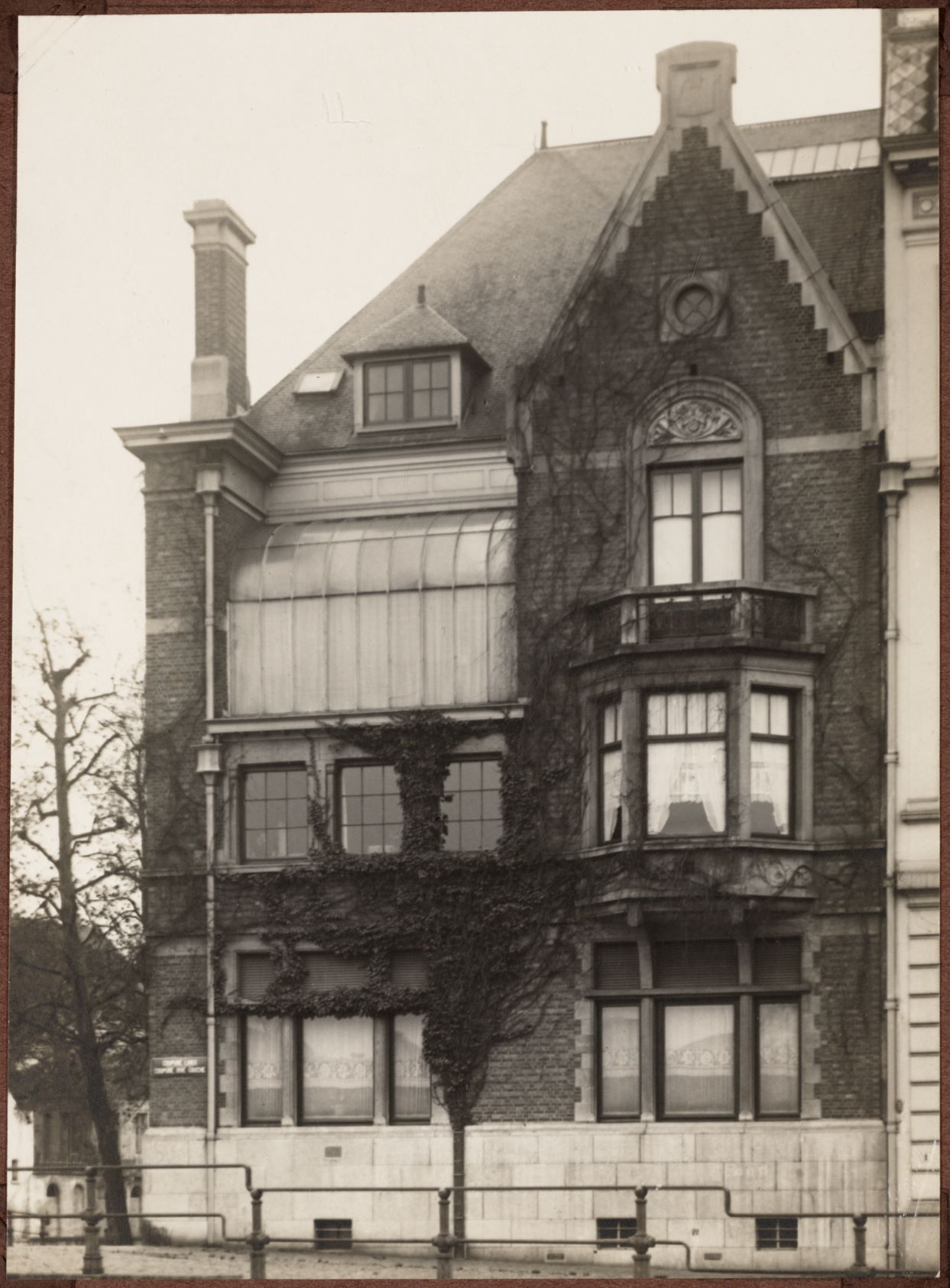
Historische foto huis van A. Baertsoen aan de Bijlokekaai in Gent

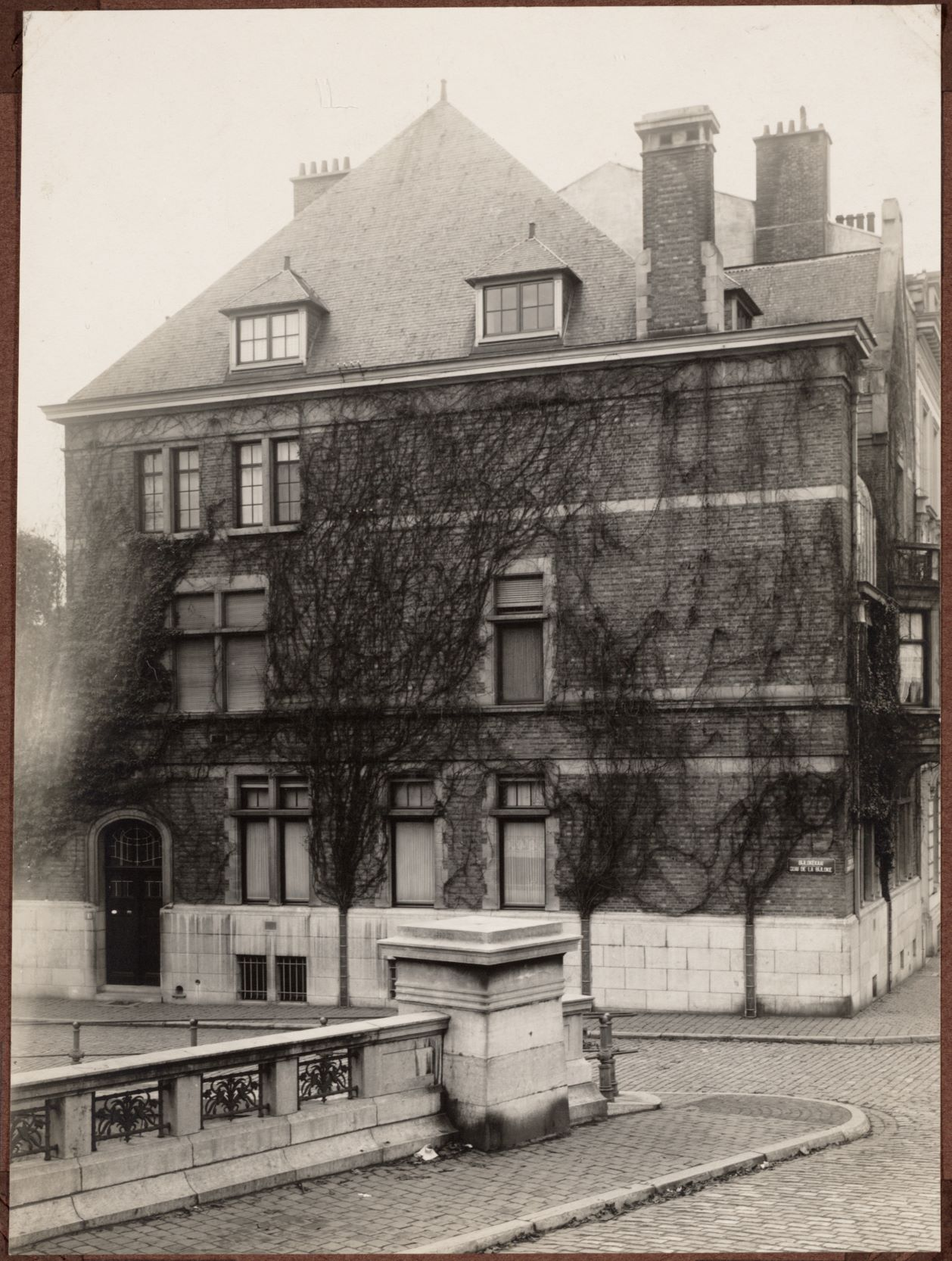
Historische foto huis van A. Baertsoen op de Coupure in Gent

Albert Baertsoen (Gent, 9 januari 1866 – aldaar, 9 juni 1922) was een Belgisch kunstschilder, pastellist, graficus en etser. Hij schilderde landschappen en vooral stadsgezichten (waarvan veel in Gent, maar ook  - gedurende de Eerste Wereldoorlog -in Londen), maar maakte ook etsen en potloodtekeningen.

## Biografie
Hij werd geboren te Gent als zoon van de industrieel-textielbaron Alfred Baertsoen (1839-1904) en Guillielmina Morel (1844-1939). Zijn familie behoorde tot de rijke Franstalige burgerij. Hij zou zijn vader opvolgen; toch kreeg hij alle kansen om schilder te worden.
Baertsoen was lid van de Gentse kunstenaarsvereniging Cercle Royal Artistique et Littéraire.
- 1882 volgde kunstopleiding bij Gustave Den Duyts en bij Jean Delvin aan Academie;
- 1887 debuuttentoonstelling in Brussel l'Essor;
- 1888-89 studies aan de Academie Roll te Parijs;
- 1889 deelname aan het Salon van Parijs;
- 1890 verblijf te Londen;
- 1894 samen met James Ensor, Henri Permeke, Frantz Charlet, Jules Daveluy,  Antoine Dujardin en Emile Spilliaert richtte hij de Cercle des Beaux-Arts d'Ostende op;
- 1894-95 verblijf te Parijs - Musée du Luxembourg in Parijs koopt 'Oude Vlaamse vaart';
- 1895 eerste deelname aan de tentoonstelling La Libre Esthétique;
- 1895 Museum van Gent koopt 'De Zeeldraaiers te Dendermonde';
- 1896-1901 deelname aan de Internationale Tentoonstellingen te Venetië (1896), London (1899), gouden medailles te Dresden, in Salon van Parijs (1900) en München (1901);
- 1897 koopt een luxueus binnenschip waarmee hij de kanalen van België en Nederland afvaart;[1]
- 1905-08 verblijf te Tilleur;
- 1913 lid van de Jury voor de klasse schilderkunst van de Belgische sectie van de Wereldtentoonstelling van Gent;
- 1914-19 verblijf tijdens de Eerste Wereldoorlog in Londen;
- 1919 keert terug naar Gent;
- 1919 wordt benoemd als lid van de Koninklijke Academie van België;
- 1920 Galerie George Petit te Parijs organiseert een tentoonstelling van zijn werk;
- 1921 retrospectieve tentoonstelling in de Galerie Georges Giroux te Brussel;
- 1922 overleden te Gent op 9 juni en begraven op Campo Santo (Gent).

Hij was een vriend van Emile Claus, Frits Thaulow en Henri Le Sidaner en speelde een belangrijke rol in het cultureel leven van zijn tijd.

## Kenmerken van zijn werk
Zijn werk behoort tot geen particuliere school; het vertoont aanvankelijk realistische stijlkenmerken van de Dendermondse school maar evolueert naar een realistisch-impressionisme. Zijn werken getuigen van een brede spontane techniek, vol nuances en oprechtheid, en van een zekere melancholie weerspiegeld in de stadsgezichten en landschappen. De keuze van de onderwerpen - Gent, kanalen, oude muren, kaaien en boten op de rivieren - en de typische sfeer die de meester weet uit te drukken met zijn geborstelde toets geven een overwegend sombere sfeer van weemoed, melancholie, maar met vaak een discreet lichteffect van de weerkaatsing van de zon bij avondschemering, of de luminositeit van de sneeuwlandschappen. In zijn oeuvre getuigt hij van de gehechtheid aan zijn geboortestad Gent.
Karel van de Woestijne, een van de eerste kunstcritici, schreef bij het overlijden van Albert Baertsoen: 

Hij, de dubbele Gentenaar, al te zeer geworteld in den grond zijner geboortestad, al te zeer bevangen in de engheid van den stand waartoe hij behoorde, en die daardoor reeds niet ontsnappen kon aan pessimisme

## Woning
De woning van kunstschilder Albert Baertsoen is gelegen op de hoek van de voormalige Bijlokekaai, nu Albert Baertsoenkaai, met Coupure Links in Gent. Hier bouwden de ouders van de schilder in 1889 een huis met atelier voor hem. Later liet hij het huis grondig verbouwen. Bouwfirma Serck nv voltooide de bouwwerken in 1908 naar plannen van architect Georges Hobé. Een ruim verlicht atelier met uitzicht op de Leie strekte zich uit over twee verdiepingen, anno 2019 verbouwd tot woonruimten.

## Musea
Zijn werk is te zien in musea in Gent (Museum voor Schone Kunsten), Brussel, Antwerpen, Brugge, Luik, Parijs (Musée d’Orsay), het Nationaal Museum voor Westerse Kunst in Tokio (Collectie nr. 1959-00147, Lichters in de sneeuw), en in Poznań.
Een retrospectieve van zijn werk werd in 1972 gehouden in Museum voor Schone Kunsten (Gent) met een tentoonstellingscatalogus door P. Eeckhout. Een nieuwe retrospectieve in hetzelfde museum vond plaats in het najaar van 2022.

## Galerij

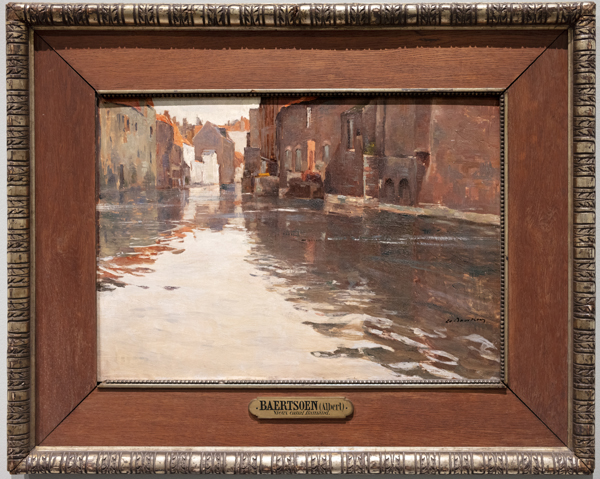
Oud kanaal in Vlaanderen
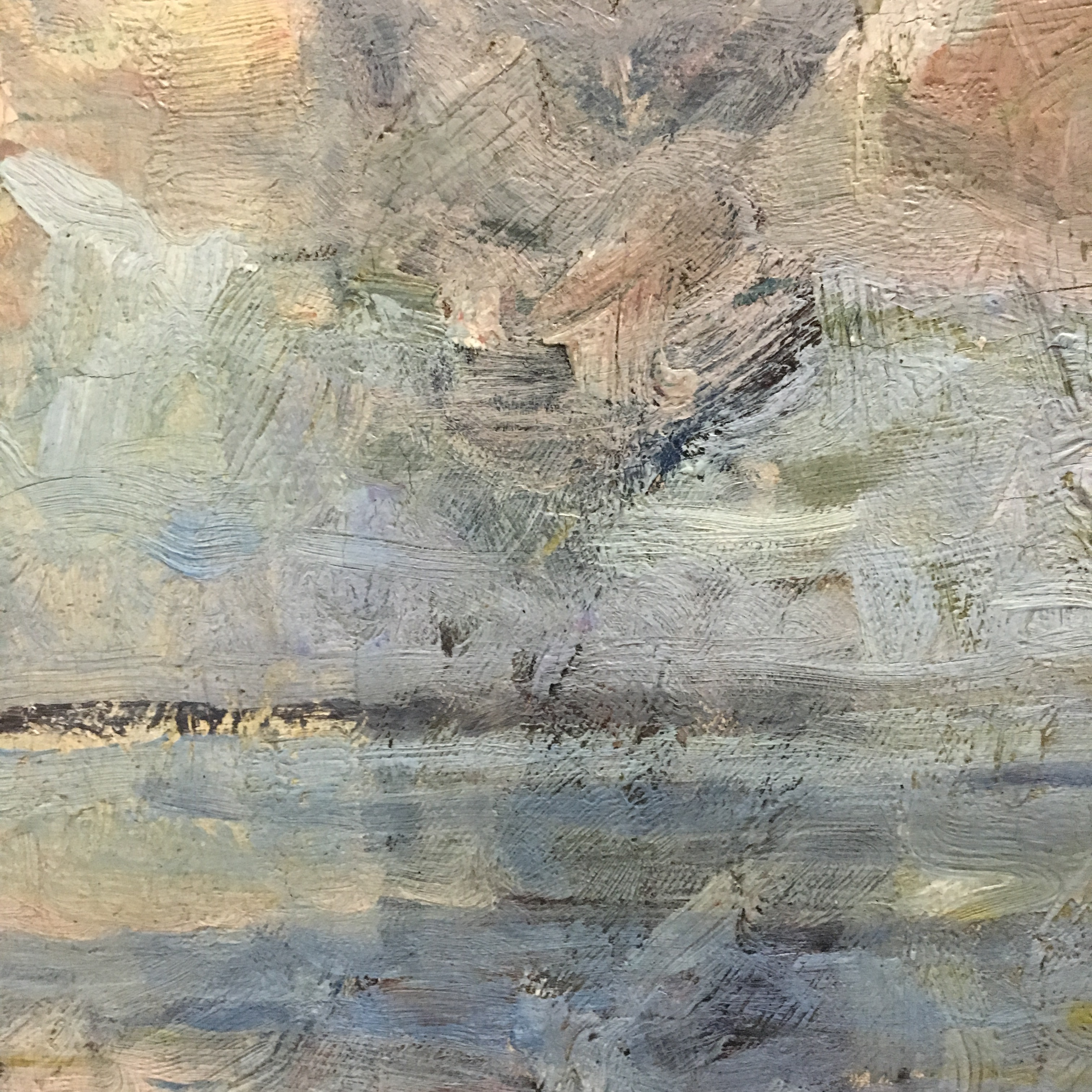
Wolken boven zee
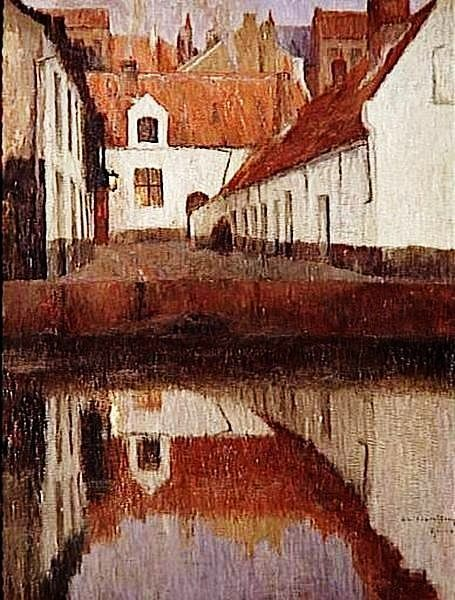
Binnenplaats
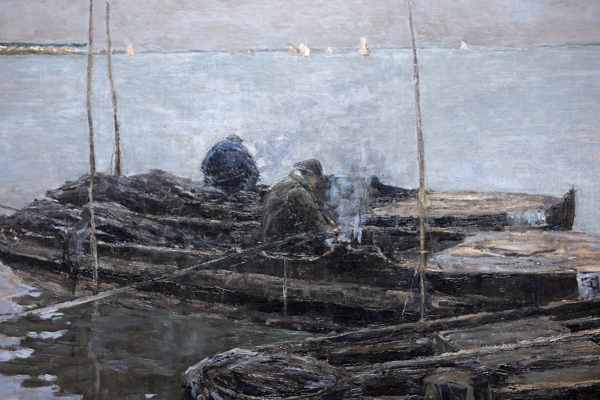
Aan de Nederschelde, Laatste stralen, aangemeerde vissers

## Artikelen
- De Smet F., Albert Baertsoen, "À propos d'une nouvelle étude analytique", in: Gand Artistique, december 1929, p. 250-260
- Kluyskens P., Albert Baertsoen, "Een leven en een werk zonder glimlach, maar niet zonder poëzie", in: Ghentsche Tijdinghen, 20e jaargang, 1991, nr. 2, p. 94-99, overdruk uit krantenartikel 1952
- Lambotte P., Albert Baertsoen, "La revue de l'art ancien et moderne", Parijs, 10 november 1919
- Mourey G., "A Painter of Dead Cities: M. A. Baertsoen", The studio XIV, Londen, 1898, p. 227-235
- Vanzype G., "Nos peintres", premièreserie, Brussel 1903, p. 11-20

Artikelen van Albert Baertsoenː
- A. Baertsoen, "De la mémoire visuelle chez l'artiste", in: Bulletin de l'Académie Royale de Belgique, Classe des Beaux-Arts, nr. 9-10, Brussel, 1920
- Bart D'HONDT, "Van Andriesschool tot Zondernaamstraat: Gids door 150 jaar liberaal leven te Gent", Gent, Liberaal Archief/Snoeck, 2014, p. 184-185